# Йешилкент (квартал на Истанбул)
„Йешилкент“ (на турски: Yeşilkent) е квартал на Истанбул, разположен в околия Авджълар. Общата му площ е 5,1 км2. Според данни на Адресната система за регистриране на населението (ABPRS) към 2023 г. населението на „Йешилкент“ е 76 042 жители.